# レンフリュー駅

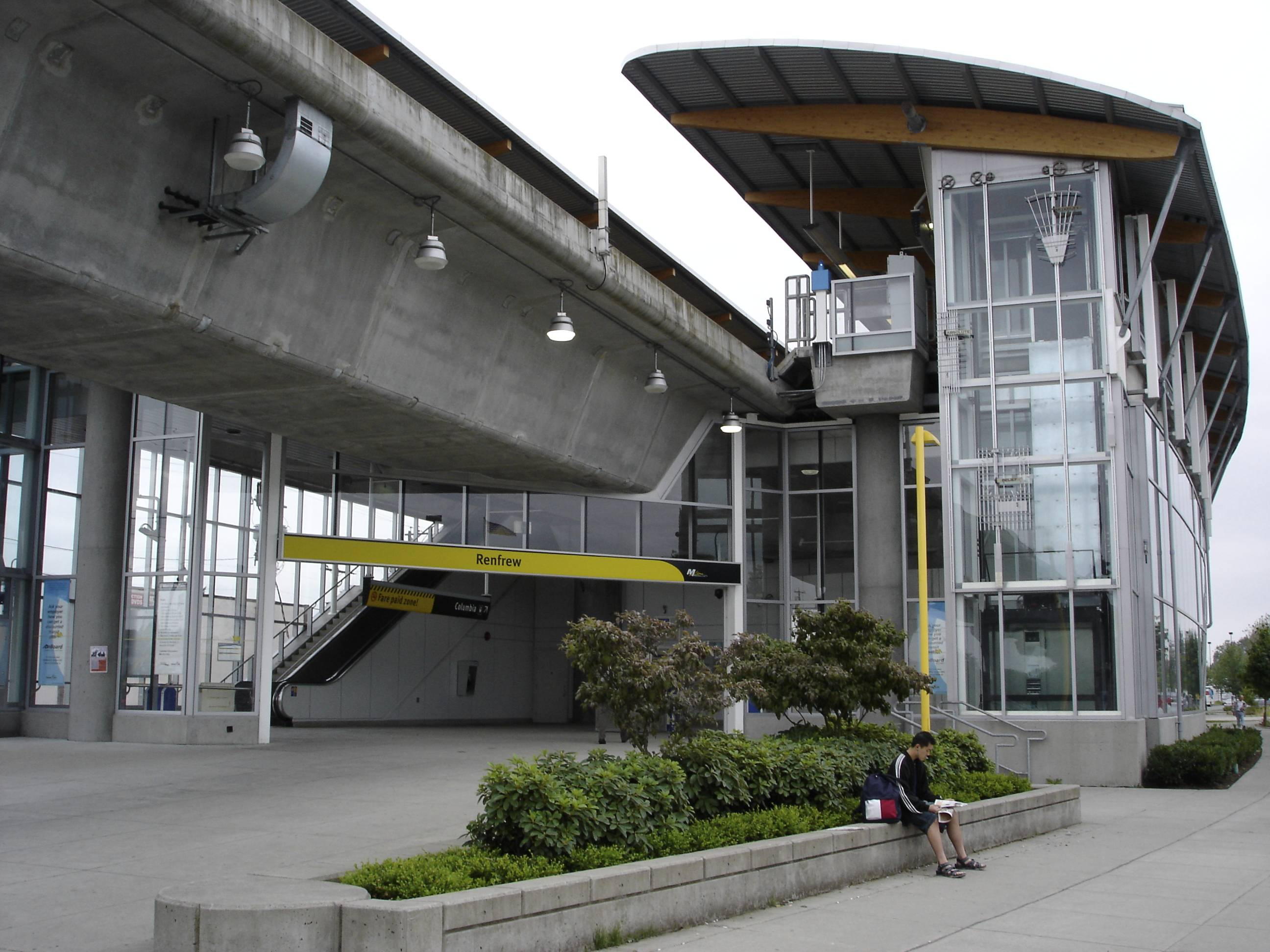
レンフリュー駅外部

レンフリュー駅（英: Renfrew Station）は、カナダのブリティッシュコロンビア州バンクーバー市にある、スカイトレインミレニアム・ラインの駅である。

## 歴史
- 2009年8月17日：ミレニアム・ラインの駅として開業[1]。
- 2016年1月：ICカード「コンパスカード」の利用が可能となる[2]。

## 駅構造
相対式ホーム2面2線を有する高架駅である。
| ホーム | 路線              | 行先                          |
| ------ | ----------------- | ----------------------------- |
| 1      | ■ミレニアムライン | VCC-クラーク方面              |
| 2      | ■ミレニアムライン | ラファージ湖 - ダグラス駅方面 |

## 駅周辺
施設
- Broadway Tech Centre
- The Art Institute of Vancouver
- ステイプルズ
- ロウズ

バス路線
| バス停 | 路線                      |
| ------ | ------------------------- |
| 51082  | 16 系統・アビュータス     |
| 58401  | 16 系統・29番アベニュー駅 |
| 58714  | ハンディダート            |

## 隣の駅
■ミレニアムライン
コマーシャル・ブロードウェイ駅 - レンフリュー駅 - ルパート駅